# Рокка-д’Араццо
Рокка-д’Араццо (итал. Rocca d'Arazzo) — коммуна в Италии, располагается в регионе Пьемонт, в провинции Асти.
Население составляет 941 человек (2008), плотность населения составляет 75 чел./км². Занимает площадь 13 км². Почтовый индекс — 14030. Телефонный код — 0141.
Покровителем коммуны почитается святой Генезий (San Genesio), празднование 28 августа.

## Демография
Динамика населения:

## Администрация коммуны
- Официальный сайт: